# Glossotrophia zahmi
Glossotrophia zahmi är en fjärilsart som beskrevs av Hausmann 1993. Glossotrophia zahmi ingår i släktet Glossotrophia och familjen mätare. Inga underarter finns listade i Catalogue of Life.